# Walter Weberhofer
Walter Weberhofer Quintana (San Jerónimo de Tunán, 1923 - Lima, 2002) fue un arquitecto austro-peruano del siglo XX afiliado al movimiento moderno.

## Biografía
Weberhofer nació el 24 de marzo de 1923, hijo de Oswaldo Weberhofer Pilts y Dolores Quintana Gurt. Su padre, nacido en 1886 en la ciudad austro-húngara de Liezen, era guardabosques en la cercana ciudad de Graz. Emigró a Argentina en 1912 y, tras residir en Asunción, partió a Perú en 1921 para trabajar en un puente sobre el río Mantaro, donde se casó al año siguiente.

### Estudios
Estudió en el Colegio Alfonso Ugarte. Realizó estudios generales en la Pontificia Universidad Católica del Perú, y luego hizo estudios de Arquitectura en la Escuela de Ingenieros de donde se gradúa en 1951.

### Carrera
Desde 1937 trabaja como dibujante técnico: primero como dibujante de Estructuras en el Ministerio de Fomento, luego, desde 1946, en la oficina del Arq. Enrique Seoane Ros y a partir de 1948 en la oficina del Arq. José Álvarez Calderón.
Fue Catedrático auxiliar de la Escuela de Ingenieros en Diseño Básico y Dibujo (1954-56), vocal de la directiva del Colegio de Arquitectos del Perú (1964-65), miembro de la Comisión de Obras Públicas Municipalidad de San Isidro (1964-70), miembro del Consejo Consultivo de la Facultad de Arquitectura de la Universidad Peruana de Ciencias Aplicadas (1995-2002), miembro de la Comisión Consultiva de Obras de la. Municipalidad de Santa María del Mar (1996)

### Sociedades
Entre 1953-1956 se asoció con José Álvarez Calderón con quien proyectó el Edificio Atlas en el Jr. Ica del Centro Histórico de Lima.
Entre 1957 y 1965 se asoció con el Arq. Remigio Collantes con quien construye el Yatch Club de Pucusana.

## Obras
- 1946. Construye su primera casa (Av. Salaverry 3430)
- 1954. Edificio Olimpya-Petit Thouars
- 1954. Edificio Montero (con José Álvarez Calderón)
- 1955. Edificio Atlas (con José Álvarez Calderón)[1]
- 1955-1956. Colegio San Jorge, Miraflores (Con Alberto Jimeno)
- 1956. Empieza el desarrollo de Santa María del Mar, donde construye varias casas de playa.
- 1957-1958. Casa Riso Patrón en Santa María del Mar
- 1957. Casa Lercari en Santa María del Mar
- 1957-1958. Casa Fernandini en Santa María del Mar[2][3]
- 1957-1958. Cine y Edificio Tauro (inconcluso)
- 1958-1959. Edificio Las Sirenas en Santa María del Mar (Con Remigio Collantes)
- 1959-1960. Yatch Club de Pucusana (Con Remigio Collantes)
- 1965. Banco Nor Perú sede Primavera en Trujillo
- 1965-1971. Coliseo Gran Chimú en Trujillo (Colaboradores: Gilberto Bendezú y Miguel Ángel Ganoza)
- 1968. Torre Pacífico-Pardo (inconcluso)
- 1970-1973. Edificio Petroperú (con Daniel Arana)[4]
- 1978-1992. Hotel Las Américas, Miraflores
- 1980-1983. Compañía de Seguros El Sol, Miraflores (Hoy Mapfre)

## Premios y homenajes
- 1953. 1.er lugar, concurso del Edificio Atlas
- 1955. Medalla de Oro de la Municipalidad de Lima al Edificio Atlas El Mejor Edificio de 1955.
- 1956. 1.er lugar, concurso del Yatch Club Esmeralda
- 1960. 3.er lugar, concurso del Aeropuerto Internacional de Lima
- 1961. 2.º lugar, concurso de la Beneficencia Pública de Arequipa
- 1966. Premio Municipalidad de Magdalena
- 1967. 2.º lugar, concurso del Colegio Nacional San Juan (Trujillo)
- 1969. 1.er lugar, concurso del proyecto Lima Center
- 1970. 1.er lugar, concurso del Complejo Arquitectónico Petro Perú
- 1972. 4.º lugar, concurso del Centro Cívico de Huaraz
- 1973. Premio Arquitectura 1973
- 1977. El Arquitecto de 1977
- 1978. 1.er lugar, concurso del Hotel Las Américas
- 1980. 1.er lugar, concurso de Seguros El Sol (Hoy MAPFRE)
- 1980. 1.er lugar, concurso de las Torres de San Borja - Sector II
- 1980. Mención en la IV Bienal de Arquitectura por la Galería Comercial del Edificio Las Américas
- 1983. 3.er lugar, concurso del Conjunto Habitacional Julio C. Tello
- En el 2003 La Municipalidad de Santa María del Mar bautiza el Malecón Walter Weberhofer (Ex Mlc Embajadores); ahí se encuentran dos de sus más representativas obras: La casa de Fernandini (1957) y el Edificio Bertolero (2000)